# William Peel (Gouverneur)

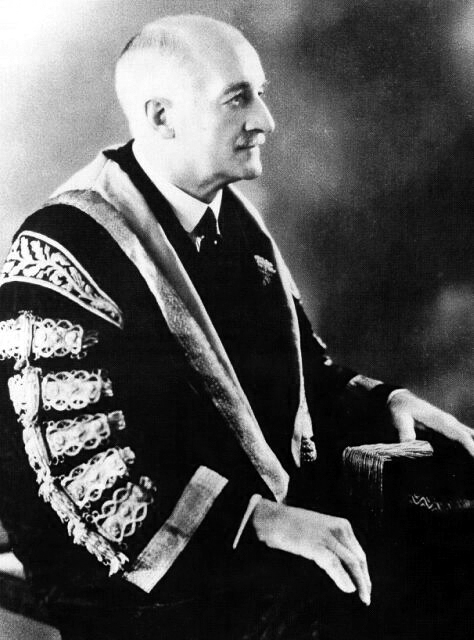
Sir William Peel (1930)

Sir William Peel (chinesisch 貝璐 / 贝璐; * 27. Februar 1875 in Hexham, Northumberland, England; † 24. Februar 1945 in London) war ein britischer Kolonialadministrator.

## Biografie
Peel war seit seinem Eintritt in den Kolonialverwaltungsdienst 1897 überwiegend in Malaysia tätig und in den folgenden Jahren unter anderem als Bezirksbeamter, Zweiter Kolonialsekretär und Amtierender Resident in verschiedenen Regionen tätig.
1923 wurde Peel Berater im Protektorat Kedah, ehe er 1925 Residierender Rat (Resident Councillor) in Penang. Im Anschluss war er von 1926 bis 1930 Chefsekretär der Föderierten Malaiischen Staaten, die aus den Protektoraten Pahang, Perak, Selangor und Negeri Sembilan bestand. Während dieser Zeit wurde er 1928 zum Knight Commander des Order of the British Empire geschlagen und führte seitdem den Namenszusatz „Sir“.
Am 9. Mai 1930 wurde er als Nachfolger von Sir Cecil Clementi zum Gouverneur von Hongkong ernannt. Dieses Amt hatte er fünf Jahre bis zum 17. Mai 1935 inne. Während dieser Zeit wurde er 1931 zum Knight Commander des Order of St Michael and St George geschlagen.
Sein Sohn John Peel war ebenfalls Kolonialadministrator und Abgeordneter des Unterhauses (House of Commons).